# Miracode
Der Miracode-Index ist ein phonetischer Algorithmus, der das gleiche phonetische Namenscodierungssystem wie das Originalsystem namens Soundex verwendet, und wurde von dem Bureau of the Census für 21 US-Bundesstaaten entwickelt, die 1910 keinen passenden Index für eine Volkszählung hatten. Der Index ist eine Miracode-Kartei, die auf einen Microfilm gelegt wurde.
Zur Indexierung wird der Code des Nachnamens genutzt und die Haushaltspersonen werden gelistet. Im Unterschied zum vorherigen Soundex-Index enthält Miracode auch Informationen zu Stadt und Staat.
Staaten, die in den Miracode-Index aufgenommen wurden, sind: Alabama, Arkansas, Kalifornien, Florida, Georgia, Illinois, Kansas, Kentucky, Louisiana, Michigan, Mississippi, Missouri, North Carolina, Ohio, Oklahoma, Pennsylvania, South Carolina, Tennessee, Texas, Virginia und West Virginia; Staaten, die im Soundex enthalten sind: Alabama, Georgia, Louisiana (außer Shreveport und New Orleans), Mississippi, South Carolina, Tennessee und Texas.
Die im Miracode umfassten Informationen beinhalten Indexcode wie Nachnamen, Vornamen aller Haushaltsmitglieder und ihre Beziehung zum Familienoberhaupt, Staat und Landkreis und Stadt/Ort der Aufzählung, die Indexnummer, die jedem Haushalt durch die Volkszähler gegeben wurde, Bandnummer und Zählbezirk.
Die Volkszählungsinformationen auf den Soundex-Karten waren handschriftlich, die Daten auf den Miracode-Karten wurden gedruckt und zusätzlich auf rund 4.600 Microfilmrollen archiviert.